# Pseudotorynorrhina
Pseudotorynorrhina är ett släkte av skalbaggar. Pseudotorynorrhina ingår i familjen Cetoniidae.
Kladogram enligt Catalogue of Life:
| Pseudotorynorrhina | \| \| Pseudotorynorrhina fortunei \| \| \| \| \| \| Pseudotorynorrhina japonica \| \| \| \| |
|                    | \| \| Pseudotorynorrhina fortunei \| \| \| \| \| \| Pseudotorynorrhina japonica \| \| \| \| |
|                    | Pseudotorynorrhina fortunei                                                                 |
|                    |                                                                                             |
|                    | Pseudotorynorrhina japonica                                                                 |
|                    |                                                                                             |